# ナミハリネズミ
ナミハリネズミ (Erinaceus europaeus) は、哺乳綱真無盲腸目ハリネズミ科ハリネズミ属に分類される哺乳類。ハリネズミ属の模式種。別名ヨーロッパハリネズミ。

## 分布
スコットランド、イギリス、イタリア、エストニア、オーストリア、オランダ、クロアチア、スイス、スウェーデン、スロベニア、チェコ、デンマーク、ドイツ、ノルウェー、フィンランド、フランス、ベルギー、ポーランド、ポルトガル、ロシア北西部

## 形態
体長約20cm-30cmで、成体は体重600g（冬眠後）-1200g（冬眠前）である。オスはメスと比べて若干大きい。

## 生態
森林、農地や郊外に生息する。夜行性で、危険を感じるとボール状になり、表面のとげで捕食者から身を守る。
主に甲虫目・直翅目・膜翅目・鱗翅目・ゴキブリ類などの昆虫を食べ、小型哺乳類、卵、ヘビ類などの爬虫類、両生類、動物の死骸なども食べる。捕食者はイヌ・アカギツネ・ヨーロッパアナグマ・フクロウ科・ヘビ類などが挙げられる。
妊娠期間は約35日。野生下での寿命は6年以上に達することもあり、飼育下での寿命は10年以上に達する個体も多い。

スコットランドのアウター・ヘブリディーズでは、タシギ、ハマシギ、アカアシシギ、タゲリ等の地面に巣を作る鳥の卵を食べてしまうため、深刻な害獣となっている。ニュージーランドでもヌリツヤマイマイ、ウェタ等の固有種を食べてしまう害獣とされている。

## 人間との関係
古代ローマでは、食用とされることもあった。血や内臓が、薬用になると信じられたこともあった。
交通事故によって死亡することはあるものの、2016年の時点では種としては絶滅のおそれは低いと考えられている。一方で一部地域では個体数が減少していることが報告されており、2024年のIUCNレッドリストでは準絶滅危惧種として掲載された。
2007年10月28日に発表された新しいイギリス生物多様性国家戦略で、ヨーロッパハリネズミは保存と保護が必要な種とされた。
デンマークでは、ハリネズミは法律によって保護されており、捕獲や狩猟が禁止されているが、冬季に低体重のハリネズミを飼育することは認められている。庭付きの家に住む人はキャットフードでハリネズミをおびき寄せ、害虫駆除能力を利用することは推奨されている。
ニュージーランドに移入されている。日本に外来種として定着しているハリネズミ類を本種とする説もあったが、蝶形骨の形状やミトコンドリアDNAの系統解析によりアムールハリネズミと同定されている。

## ブロンドハリネズミ

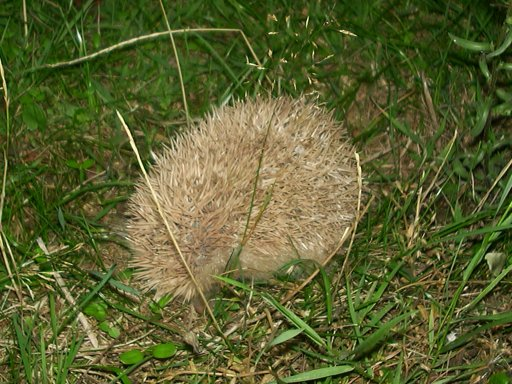
ブロンドハリネズミ

ブロンドハリネズミは劣性遺伝子が発現し、ビーズのような目、クリーム色のとげとなった珍しい個体であるが、厳密にはアルビノではない。チャンネル諸島のオルダニー島以外では非常に珍しい。約1000匹に1匹存在すると考えられている。ノミを運ばないと言い伝えられており、島固有の変種となっている。
2006年6月に、Mammalian Genome Projectの一環としてBroad Instituteからゲノム配列が公開された。